# 월시 도표
월시 도표(Walsh diagram)는 분자의 결합각에 따른 분자 오비탈의 에너지 변화를 그린 상관도표이다. 영국의 아서 도널드 월시(A. D. Walsh)가 만든 것이다.

## 같이 보기
- 제1원리 계산